# كارلوس لويس كاسترو
كارلوس لويس كاسترو (بالإسبانية: Carlos Luis Castro)‏ هو لاعب كرة قدم كوستاريكي، ولد في 1963. لعب مع A.D. Carmelita ‏.